# Vecchiazzano
Vecchiazzano (S-ciazên in romagnolo) è una frazione di Forlì. Quartiere collinare situato oltre il fiume Rabbi vicino alla confluenza col fiume Montone, nelle sue vicinanze iniziano le prime colline di Massa e Sadurano, raggiungibili attraverso la via del Tesoro. Vi sorge l'ospedale Morgagni Pierantoni e un cimitero di guerra inglese.

## Storia
Il borgo, sviluppatosi anticamente col nome "Veclezio", ha nucleo originario sulla via Castel Latino che, da Forlì, attraversando il "Ponte vecchio" sul fiume Rabbi, raggiunge Terra del Sole, Castrocaro e Firenze. Nel 1986 nei pressi della località è stato rinvenuto un sito archeologico del Neolitico (V millennio a. C.).

## Monumenti e luoghi d'interesse
La chiesa principale è la parrocchiale di San Nicola.
Poco distante dal "Ponte vecchio" a partire dalla prima metà dell'800 Gaetano Pasqui avviò un'agenzia per macchine e strumenti rurali nonché una pionieristica fabbrica di birra, la prima ad utilizzare luppolo italiano, coltivato dallo stesso agronomo forlivese.
Nella zona sorge anche la "Villa Tesoro", dove a lungo visse il compositore Mario Bonavita, in arte MARF.